# قشلاق غلمعلي حاج حسين (مقاطعة بيله سوار)
قشلاق غلمعلي حاج حسین (بالفارسية: قشلاق گلمعلی حاج‌حسین) هي منطقة سكنية تقع في إيران في أردبيل. يقدر عدد سكانها بـ 47 نسمة .